# Гай Юлий Цезарь Страбон Вописк
Гай Ю́лий Це́зарь Страбо́н Вопи́ск (лат. Gaius Iulius Caesar Strabo Vopiscus; родился, по разным версиям, в 131, 130 или 127 году до н. э., Рим, Римская республика — убит в 87 году до н. э., Рим, Римская республика) — древнеримский политический деятель и оратор из патрицианского рода Юлиев. Был сначала союзником, а потом врагом Гая Мария, в 91 году до н. э. принадлежал к окружению Марка Ливия Друза, народного трибуна, пытавшегося провести реформы. В своей политической карьере поднялся только до курульного эдилитета (90 год до н. э.). В 88 году до н. э. в обход закона Виллия претендовал на консулат и на командование в Первой Митридатовой войне, но потерпел поражение. После того, как Марий занял Рим в ходе гражданской войны, Гай Юлий стал одной из жертв террора.
Цезарь Страбон Вописк был одним из самых выдающихся и остроумных ораторов своего времени; его причисляют к самым востребованным судебным адвокатам 90-х годов до н. э. Кроме того, Гай Юлий написал ряд трагедий, практически полностью утраченных.

## Биография

### Происхождение
Гай Юлий Цезарь принадлежал к древнему патрицианскому роду, представители которого возводили свою генеалогию к богине Венере через Энея. В период с 489 по 379 годы до н. э. Юлии неоднократно становились консулами и военными трибунами с консульской властью, но в течение следующих двух столетий почти не упоминались в источниках. К концу II века до н. э. это были простые сенаторы, не поднимавшиеся в своей карьере выше претуры (как дядя Гая Секст Юлий Цезарь, претор 123 года до н. э.). Отец Гая Юлия носил преномен Луций и, по-видимому, не занимал никакие курульные магистратуры. О нём известно только, что в какой-то момент он был монетарием.
У Гая был старший брат Луций. Матерью двух Юлиев была Попиллия, в первом браке жена Квинта Лутация Катула. Соответственно единоутробным старшим братом Гая и Луция был Квинт Лутаций Катул, консул 102 года до н. э. и победитель кимвров. Семья Лутациев до 100-х годов до н. э. находилась примерно в том же положении, что и Юлии: имея в своей родословной консулов, Катулы не поднимались до курульных магистратур. К другой ветви рода Юлиев принадлежали Гай (отец диктатора Гая Юлия Цезаря) и Секст Цезари, которые были предположительно троюродными братьями Гая Страбона Вописка и Луция.
Частью имени Гая Юлия стали два прозвища: Страбон (Strabo — «косоглазый») и Вописк (Vopiscus). Последнее прозвище, согласно Плинию Старшему, получали люди, родившиеся в составе пары близнецов, если второй близнец рождался мёртвым. Кроме того, в источниках упоминается прозвище Sesquiculus.

### Начало карьеры
Точная дата рождения Гая Юлия неизвестна. Г. Самнер считает, что это мог быть 131 или 127 год до н. э.; Ф. Мюнцер пишет о приблизительно 130 годе, Э. Штерк считает 131 год наиболее вероятной датой. В 100-е годы до н. э. семья Юлиев начала выходить из безвестности благодаря тому, что Катул с четвёртой попытки стал консулом; предположительно решающую роль здесь сыграла поддержка Гая Мария, женившегося около 110 года до н. э. на троюродной сестре двух Юлиев. Марий, пять лет подряд избиравшийся консулом (104—100 годы до н. э.), стал самым влиятельным человеком республики, и Цезари вместе с Антониями, Юниями, Марциями, Валериями и представителями некоторых других старых родов стали частью его окружения: благодаря ему они делали карьеру и вливались в состав «фракции» Мария в сенате.
Свою карьеру Гай Юлий начал как оратор. В 103 году до н. э. он обвинял в суде пропретора Сардинии Тита Альбуция. Тогда же или в 100 году до н. э. вместе с кузеном Гаем он работал в комиссиях, реализовывавших проекты Гая Мария и народного трибуна Луция Аппулея Сатурнина по наделению ветеранов землёй в провинциях. Когда Марий разорвал союз с Сатурнином, Юлии поддержали первого: во всяком случае, Марк Туллий Цицерон, перечисляя аристократов, которые приняли участие в вооружённой борьбе с народным трибуном, объявленным «врагом Республики», называет «всех Юлиев». В последующие годы влияние Мария стало слабеть, и братья Юлии вслед за Катулом разорвали союз с ним; при этом их кузены Гай и Секст остались в составе марианской «партии».
Элогий Гая Юлия (ILS48) сообщает, что он дважды занимал должность военного трибуна и состоял в жреческой коллегии понтификов. В консульском постановлении 99 года до н. э., которое приводит в своих «Аттических ночах» Авл Геллий, упоминается понтифик Гай Юлий, сын Луция; предположительно речь о Страбоне Вописке, который, таким образом, занял своё место в коллегии не позже этой даты. Предположительно 96 годом до н. э. исследователи датируют его квестуру. В эти годы, по данным Цицерона, Гай Юлий был одним из самых востребованных судебных адвокатов Рима.
В 91 году до н. э., когда народный трибун Марк Ливий Друз выступил с программой реформ, предполагавшей расширение сената за счёт всадников, переход под контроль сенаторов судов, масштабный раздел земли и предоставление гражданских прав италикам, Гай Юлий оказался в числе его сторонников. В эту политическую группировку входили также Марк Эмилий Скавр, Луций Лициний Красс, Марк Антоний Оратор, оба Квинта Муция Сцеволы — Понтифик и Авгур, Гай Аврелий Котта, претор Квинт Помпей Руф, видный оратор Публий Сульпиций (его связывала с Гаем Юлием близкая дружба). Есть мнение, что к числу единомышленников Друза принадлежал и Луций Корнелий Сулла, тогда всего лишь преторий (бывший претор).
Реформы встретили мощное сопротивление. Все законы Друза были в том же году отменены, а сам народный трибун пал от руки убийцы. Тем не менее Гай Юлий добился своего избрания курульным эдилом на следующий год — 90 до н. э.; известно, что во время своего эдилитета он почти каждый день выступал на народных сходках.

### Претензии на консулат
В 89 году до н. э. Рим начал войну с царём Понта Митридатом, только что оккупировавшим провинцию Азия. Один из консулов 88 года должен был получить командование на театре военных действий, и это сделало борьбу за магистратуру особенно драматичной: начинавшаяся война не казалась особенно трудной, но сулила полководцу славу, добычу и симпатию со стороны римских деловых кругов. Основными кандидатами стали Луций Корнелий Сулла, отличившийся в ходе прошедшей военной кампании и заручившийся поддержкой влиятельного семейства Метеллов, и его политический союзник Квинт Помпей Руф; некоторые источники называют также имена Гая Мария и Гнея Помпея Страбона. Гай Юлий тоже выдвинул свою кандидатуру, хотя ещё не занимал обязательную для кандидата в соответствии с законом Виллия должность претора. В своих притязаниях он мог получить поддержку от старших братьев, Луция Юлия Цезаря и Квинта Лутация Катула, а также от Марка Антония.
Против Гая Юлия выступили двое народных трибунов — Публий Антистий и Публий Сульпиций. Последний разорвал дружбу с Цезарем, чтобы помешать ему стать консулом, и многие учёные полагают, что трибун действовал в этой ситуации в интересах Суллы. Альтернативная точка зрения предполагает, что не было союза Суллы и Сульпиция и что последний действовал только в интересах закона. Трибуны настаивали на том, что нельзя получить консулат, не пройдя промежуточную стадию претуры; при этом Цицерон сообщает, что «доводы Антистия оказались многочисленнее и тоньше». И у Гая Юлия, и у трибунов были многочисленные сторонники, между которыми начались уличные столкновения. В источниках упоминается некто Помпоний, который хвалился раной в лицо, полученной им в одной из таких стычек, и которому Гай Юлий дал саркастичный совет: «Когда убегаешь, ни в коем случае не оглядывайся». Асконий Педиан назвал эти столкновения «причиной гражданской войны». В конце концов Цезарь проиграл выборы, и консулами стали Сулла и Помпей.

### Гибель
Гай Марий при поддержке Публия Сульпиция попытался в 88 году до н. э. получить командование, и вследствие этого началась первая гражданская война. Сулла занял Рим, но вскоре отбыл на Балканы. Тогда Марий вернулся из африканского изгнания, в свою очередь занял Рим с армией и начал невиданный прежде террор против лиц сенаторского звания. В числе жертв оказались и трое братьев — Квинт Лутаций Катул, Луций Юлий Цезарь и Гай Юлий Цезарь Страбон Вописк.
Согласно Диодору, ещё перед вступлением в город марианцы решили «предать смерти самых известных их противников, всех тех, кто были способны оспорить их власть». Если Катул был привлечён к суду и покончил с собой, понимая, что его участь решена, то братьев Цезарей убили без каких-либо юридических процедур; они «были убиты, будучи захвачены в пути». Валерий Максим пишет, что Гай Юлий укрылся в тарквинийском поместье в Этрурии у некоего Секстилия, которого он раньше защитил от какого-то серьёзного судебного обвинения. Но Секстилий, забыв о благодарности и долге гостеприимства, выдал его марианцам. Тот же автор рассказывает, как труп Луция Юлия проволокли через весь город до могилы Квинта Вария, которого он когда-то обвинял в суде, но исследователи сходятся во мнении, что на самом деле речь здесь о Гае Юлии. Голову Гая выставили на ростре рядом с головами Луция и Марка Антония Оратора.

### Ораторская деятельность
Марк Туллий Цицерон дал высокую оценку ораторским дарованиям Гая Юлия. По его словам, Цезарь Страбон «превзошёл всех своих предшественников и современников жизнерадостностью и тонким остроумием». Правда, дальше Цицерон пишет, что при всей гладкости стиля красноречию Гая Юлия «явно недоставало силы», но зато «никогда и никто не обладал в большей степени юмором, прелестью и очарованием». Цезарь любил высмеивать своих оппонентов, обращая внимание на недостатки их внешности или несуразности в поведении. В трактате Цицерона «Об ораторе» он сам приводит примеры:

Так я однажды сказал Гельвию Манцию: «Вот я покажу, каков ты!» — и на его «Ну-ка, покажи!» — я указал пальцем на галла, нарисованного на кимбрском щите Мария у Новых лавок, скрюченного, с высунутым языком, с отвислыми щеками. Поднялся смех; сходство с Манцием было прямо невиданное. Или вот словцо о Тите Пинарии, который, когда говорит, кривит подбородок: «Коль ты вздумал говорить, разгрызи уж сначала свой орешек».
— Марк Туллий Цицерон. Об ораторе, II, 266
Над Гаем Скрибонием Курионом, имевшим привычку во время выступлений раскачиваться из стороны в сторону, Цезарь подшутил, спросив во всеуслышание: «Что это за гребец там разглагольствует?»
Самая ранняя из упоминающихся в источниках речей Гая Юлия — Pro Sardis («В защиту сардов»), произнесённая в 103 году до н. э. на процессе бывшего наместника Сардинии Тита Альбуция, обвинявшегося в злоупотреблении властью. Известно, что жители острова попросили Цезаря вести этот процесс. На статус обвинителя претендовал также Гней Помпей Страбон (до того квестор при Альбуции), но Гай Юлий победил в этом споре и добился обвинительного приговора, так что Альбуцию пришлось уйти в изгнание. Светоний сообщает, что диктатор Гай Юлий Цезарь сделал дословные заимствования из этой речи сородича в свою речь против Гнея Корнелия Долабеллы.
Из многочисленных речей, произнесённых Цезарем во время эдилитета в 90 году до н. э., источники упоминают только одну — против Гая Скрибония Куриона. Ещё две речи, которые Гай Юлий произнёс в последующие годы — в то время, когда он претендовал на консулат, — цитируют Марк Теренций Варрон и Присциан. Цицерон в трактате «Брут, или О знаменитых ораторах», написанном в 46 году до н. э., пишет о существовании текстов нескольких речей; все они, за исключением нескольких цитат, утрачены.

### Занятия драматургией
Гай Юлий написал ряд трагедий, в которых, по словам Цицерона, продемонстрировал «гладкий, но лишённый силы слог» — тот же, что и в речах. Именно этот Юлий Цезарь, «муж блистательный и могущественный», фигурирует в истории, рассказанной Валерием Максимом: Луций Акций, когда Цезарь приходил в «коллегию поэтов», всякий раз отказывался встать, чтобы поприветствовать его. В источниках фигурируют названия трёх трагедий Гая Юлия: «Тевтрант», «Адраст», «Текмесса». Судя по ним, Цезарь Страбон использовал в своём творчестве малопопулярные мифологические сюжеты. От этих пьес сохранились только три коротких отрывка — два из «Адраста», один из «Тевтранта».
Гай Юлий стал первым представителем римского нобилитета, пробовавшим свои силы в драматургии.

## Потомки
Согласно одной из гипотез, дочерью Цезаря Страбона Вописка была Юлия, упоминаемая в источниках в связи с событиями 43 года до н. э. Она была женой кого-то из Сульпициев — возможно, Сервия Сульпиция Гальбы или Публия Сульпиция Руфа, — и тёщей Луция Корнелия Лентула Крусцеллиона.

## Оценки
Марк Туллий Цицерон, слышавший во времена своей юности выступления Гая Юлия, называет его «образцом обходительности, остроумия, приятности, изящества». Цезарь стал одним из главных героев трактата «Об ораторе», действие которого происходит осенью 91 года до н. э. Дальний родственник Цезаря Страбона, ещё один Гай Юлий Цезарь, выбрал его «за образец красноречия»; к лучшим римским ораторам причисляет его Веллей Патеркул.